# فارنا (هندوسية)
فارنا (السنسكريتية: वर्ण)، في سياق الهندوسية، يشير إلى طبقة اجتماعية داخل المجتمع الهندوسي التقليدي الهرمي. تتجسد هذه الأيديولوجية في نصوص مثل Manusmriti، التي تصف وتصنف أربعة فارنا، وتحدد مهنهم ومتطلباتهم وواجباتهم، أو دارما.
البراهمة: العلماء الفيديون أو الكهنة أو المعلمون.
كشاتريا: الحكام أو الإداريين أو المحاربين.
فايشيا: المزارعون أو المزارعون أو التجار.
شودرا: الحرفيون أو العمال أو الخدم.
هذا التقسيم الرباعي هو شكل من أشكال التقسيم الطبقي الاجتماعي، وهو يختلف تمامًا عن نظام جاتيس الأكثر دقة، والذي يتوافق مع المصطلح الأوروبي “الطبقة الاجتماعية”.
تمت مناقشة نظام فارنا في النصوص الهندوسية، ويُفهم على أنه دعوات إنسانية مثالية. يُعزى هذا المفهوم بشكل عام إلى آية Purusha Sukta من ريجفيدا.
غالبًا ما يُستشهد بالتعليق على نظام فارنا في مانوسمريتي. في مواجهة هذه التصنيفات النصية، فإن العديد من النصوص والمذاهب الهندوسية تشكك وتختلف مع نظام فارنا للتصنيف الاجتماعي.
في الهند، تسمى المجتمعات التي تنتمي إلى واحدة من أربع فئات أو فئات فارنا باسم هندوس السافارنا. يسمى الداليت والقبائل التي لا تنتمي إلى أي فارنا باسم أفارنا.